# Faraj Al-Fadel
Faraj Al-Fadel es un deportista kuwaití que compitió en taekwondo. Ganó una medalla de bronce en los Juegos Asiáticos de 1986 en la categoría de –70 kg.

## Palmarés internacional
| Juegos Asiáticos | Juegos Asiáticos     | Juegos Asiáticos  | Juegos Asiáticos |
| Año              | Lugar                | Medalla           | Categoría        |
| ---------------- | -------------------- | ----------------- | ---------------- |
| 1986             | Seúl (Corea del Sur) | Medalla de bronce | –70 kg           |